# Marter
Marter è una frazione del comune di Roncegno Terme in provincia autonoma di Trento, posta a 423 m sul livello del mare.

## Storia

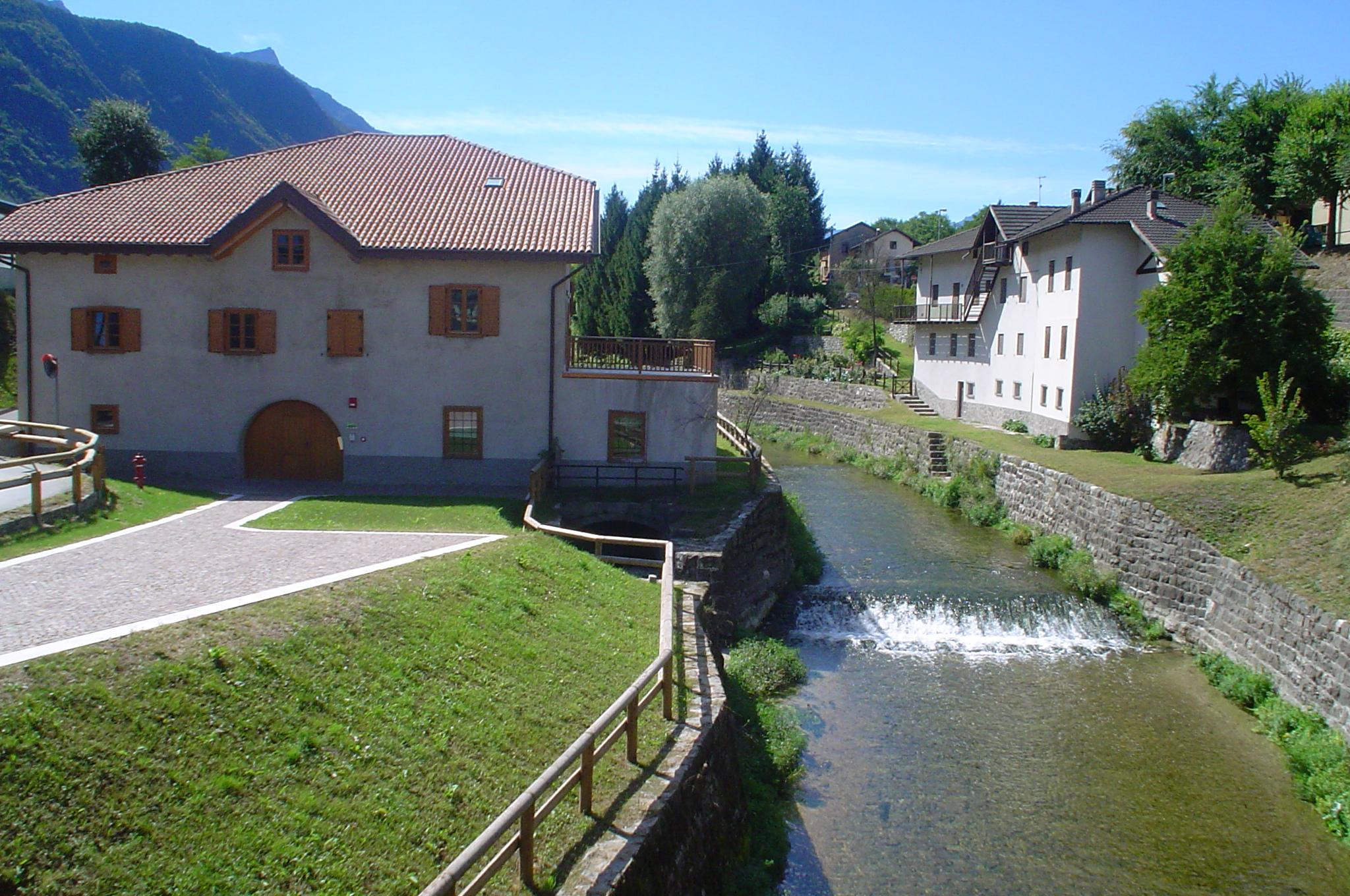
Mulino Angeli (Museo degli spaventapasseri) e fiume Brenta dal ponte della Bastia

Il nome deriva dal latino "Campus Martius", in quanto il paese risiede sul luogo di un campo legionario sulla via Claudia Augusta Altinate.
Il centro del paese è marcato dalla presenza di un'antica torre romana, oggi chiamata dagli abitanti del luogo Tor Tonda in quanto la sua pianta si sviluppa lungo una circonferenza e si contrappone ad un'altra rovina di pianta rettangolare, la Tor Quadra, situata nell'adiacente comune di Novaledo.
Di fronte alla Tor Tonda è situato il "Ponte della Bastia" costruito sul fiume Brenta. Questo ponte collega le due parti del paese: "Marter" e "Brustolai".
Come toponimo torna a Bedollo nel Pinetano (v.; dove pure c'è stato uno stanziamento tedesco medioevale). Dall'omonimo cognome tirolese presente in Val Martello e nel Sarentino. Quest'ipotesi pare assai più convincente di quella proposta dalla Finotti dalla voce dialettale màrter 'martora' (semmai nel senso di 'faina' e non di 'martora') o di quella del Lorenzi da martire. Dal toponimo è derivato il soprannome di famiglia 'Marteroti'.

## Geografia fisica

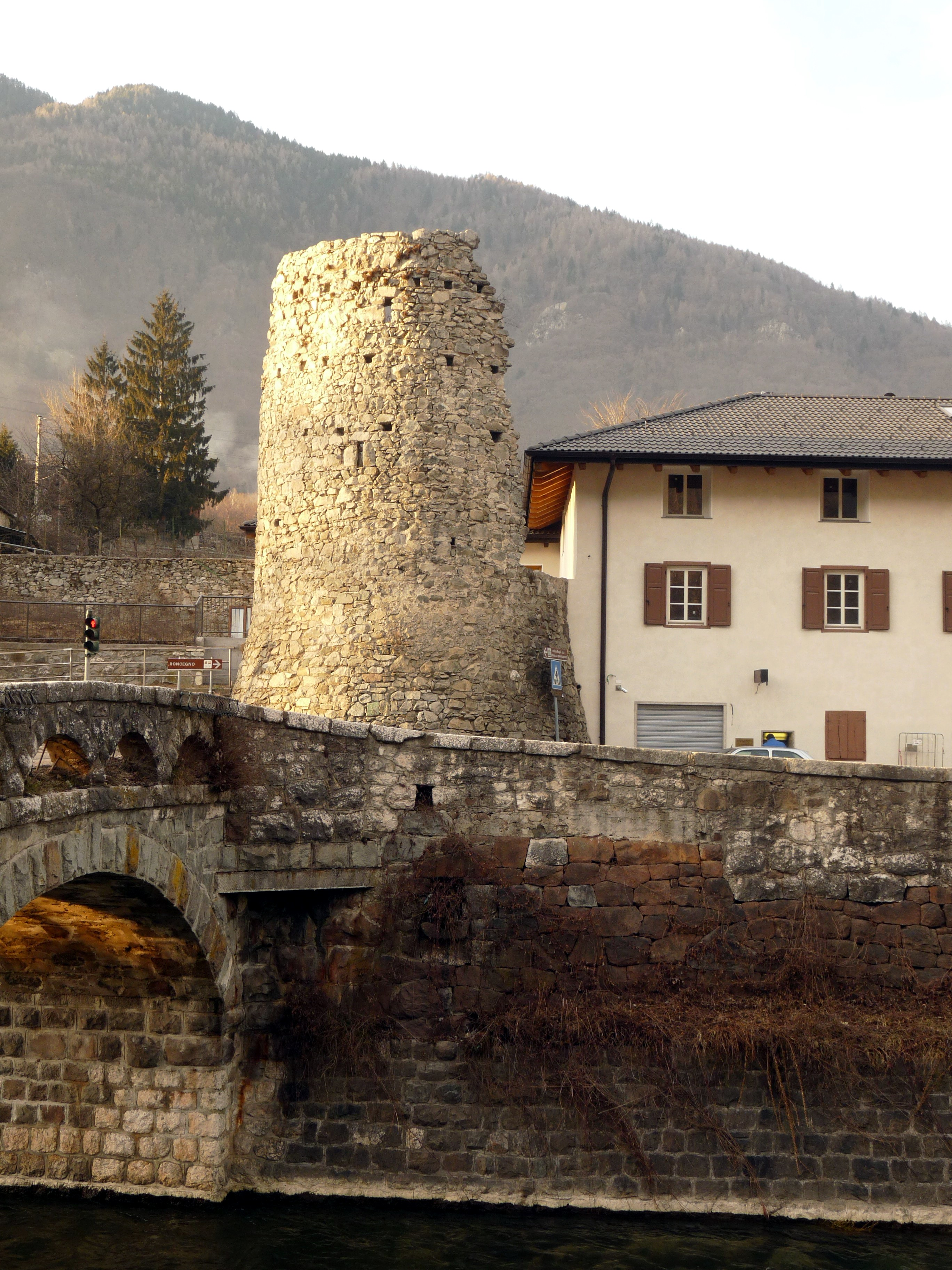
La Torre Tonda

Il paese si sviluppa su due conoidi di deiezione, quello settentrionale chiamato "conoide del Marter" e quello meridionale chiamato "conoide dei Brustolai".
Il paese è attraversato interamente dal fiume Brenta e dalla statale SS47 oltre che dalla ferrovia della Valsugana e dalla ciclopista della Valsugana. Nel paese è posta la stazione Roncegno Bagni - Marter.

## Monumenti e luoghi d'interesse
- Chiesa di Santa Margherita, parrocchiale
- Chiesa di San Silvestro
- Torre Tonda: torre presso il ponte sul Brenta.